# Éphraïm de Néa Mákri
Saint Éphraïm de Néa Mákri ou saint Ephrem du mont Amomon (grec moderne : Άγιος Εφραίμ Νέας Μάκρης / του Όρους των Αμωμών), né le 14 septembre 1384 et décédé le 5 mai 1426, est un martyr et saint orthodoxe.
Tombé dans l'oubli jusqu'au XXème siècle, son existence et ses reliques sont redécouvertes en 1950 à la suite de visions vécues par la moniale Makaria (Desipri). Il est officiellement canonisé en 2011.

## Histoire
Éphraïm est né sous le nom civil de Konstantinos Morphes en 1384 à Trikala, en Thessalie, dans une famille de sept enfants,. Encore jeune, il quitte sa famille et se rend au Monastère du mont Amomon, près de Nea Makri, où il devient moine sous le nom monastique d'Éphraïm. Il est ultérieurement ordonné prêtre (Hiéromoine).
En 1424, son monastère est détruit par des soldats ottomans, mais Éphraïm s'en sort vivant et continue à vivre dans les ruines du monastère
Une année plus tard, en septembre 1425, il est capturé par d'autres ottomans, qui lui demandent de renier sa foi chrétienne. Face à son refus, ils le gardent captif pendant huit mois avant de finalement le torturer et le pendre à un arbre, situé dans les ruines de son ancien monastère, le 5 mai 1426. Son existence tombe alors dans l'oubli, et le restera durant près de 524 ans.

## Découverte des reliques
En 1945, la moniale Makaria (Desipri) visite les ruines du monastère du mont Amomon, complètement vide depuis le XVème siècle, et décide d'y rester. Elle se construit une cellule et entreprend la reconstruction de l'église.
À la suite d'une révélation divine, elle commence à creuser le sol à un endroit précis et y découvre les reliques d'Éphraïm le 3 janvier 1950, mais sans savoir à ce moment-là de qui il s'agit. Éphraïm lui apparaît ultérieurement et lui révèle son nom et son histoire.
En mars 2011, il est officiellement canonisé par le Patriarcat de Constantinople.

## Représentation
Saint Éphraïm est représenté dans l'iconographie avec une silhouette ascétique mince. Il porte des cheveux et une barbe noirs, et est vêtu de sa soutane de moine. Ses jours de fête sont le 3 janvier (l'anniversaire de la découverte de son corps) et le 5 mai (l'anniversaire de son martyre).
Le monastère de Néa Mákri, le centre de la vénération du saint et de son miracle, est maintenant un lieu de pèlerinage très fréquenté.